# Andrej Klemenčič
Andrej Klemenčič, slovenski rimskokatoliški duhovnik, * 1655, Ljubljana, † 4. oktober 1725, Ljubljana.

## Življenjepis
Klemenčič je na Dunaju študiral teologijo in bil 1680 v Trstu posvečen v duhovnika. Kaplanoval je v Šmarju, v Škocijanu pri Turjaku, od 1684 v Šentjerneju, od 1686 v Naklem, in prišel 1691 iz Kranja v Križe pri Tržiču, kjer je bil najprej kaplan, nato pa do leta 1705 župnik. To leto je z Wolvizonnom ustanovil kanonikat s tem, da sta vsak darovala po 5000 goldinarjev. Bil je član ljubljanske Akademije delavnih izdal Cynosura evangelica, seu norma bene vivendi, hoc est 50 sacri, morales in principaliora totius anni festa distributi sermones, Labaci 1714. Knjiga obsega latinski prevod slovenskih pridig, ki jih je govoril kot župnik, ter je posvečena ljubljanskemu škofu F.K. Kaunitzu.